# Ramnefjellsfossen
Ramnefjellsfossen (também conhecido como: Utigardsfossen ou Utigordsfossen) é uma cachoeira que em várias publicações a lista extra-oficialmente como a terceira mais alta cachoeira do mundo. Por outro lado, O World Waterfall Database, um website específico de cachoeiras, que inclui todas as menores e sazonais no país, lista como a décima mais alta. As quedas estão localizadas na montanha de Ramnefjellet, no município de Stryn no condado de Sogn og Fjordane, cerca de 10 quilômetros ao sudeste das vilas de Loen e Olden.
As quedas são alimentados pela geleira de Ramnefjellbreen, um braço da grande geleira de Jostedalsbreen. Depois das quedas, a água flui para o lago Lovatnet. As quedas são facilmente acessíveis por barco, avião mar, ou estrada, e um parque de campismo está localizado a uma curta distância de caminhada da base da cachoeira. A queda total é de 818 metros de três cascatas. Devido ao pequeno fluxo de água é um das poucas grandes cachoeiras na Noruega que não tenha sido marcadas para uso de hidrelétrica.